# Aitkin
Aitkin – miasto w Stanach Zjednoczonych, w stanie Minnesota, siedziba administracyjna hrabstwa Aitkin.
Według spisu ludności z 2010 roku miasto ma  2155 mieszkańców.